# Problem Napoleona
Problem Napoleona – geometryczny problem konstrukcyjny. Dane są w nim okrąg i jego środek. Celem jest podzielenie okręgu na cztery równe łuki za pomocą wyłącznie cyrkla. Napoleon Bonaparte znany był jako matematyk amator, lecz nie wiadomo czy zadał lub rozwiązał to zadanie. Wymóg rozwiązania problemu wyłącznie za pomocą cyrkla (bez użycia linijki) wprowadził włoski matematyk Lorenzo Mascheroni, przyjaciel Napoleona.
Znany jest też tzw. prawdziwy problem Napoleona, w którym za pomocą samego cyrkla należy wyznaczyć środek danego okręgu. W poniższym artykule opisane jest jego rozwiązanie wraz z dowodem.
Należy wspomnieć, iż Georg Mohr w 1672 roku wydał książkę Euclides Danicus zawierającą rozwiązanie tego zadania – wcześniej od Mascheroniego – lecz odkryto ją dopiero w 1928 roku.

## Problem Napoleona
Podział okręgu na cztery równe łuki przy zadanym jego środku
Łuk o środku w dowolnym punkcie {\displaystyle X} z okręgu {\displaystyle {\mathcal {C}}} zawierający punkt {\displaystyle O} (środek {\displaystyle {\mathcal {C}}}) przecina {\displaystyle {\mathcal {C}}} w punktach {\displaystyle V} oraz {\displaystyle Y.} Podobnie łuk o środku w {\displaystyle Y} zawierający {\displaystyle O} przecina {\displaystyle {\mathcal {C}}} w {\displaystyle X} i {\displaystyle Z.} Należy zauważyć, że długości {\displaystyle OV,OX,OY,OZ,VX,XY,YZ} są równe długości promienia {\displaystyle {\mathcal {C}}.}
Łuk o środku w {\displaystyle V} do którego należy {\displaystyle Y} i łuk o środku w {\displaystyle Z} do którego należy {\displaystyle X} przecinają się w punkcie {\displaystyle T.} Długości {\displaystyle VY} oraz {\displaystyle XZ} wynoszą {\displaystyle {\sqrt {3}}} pomnożone przez długość promienia okręgu {\displaystyle {\mathcal {C}}.}
Łuk o środku w {\displaystyle Z} i promieniu równym {\displaystyle OT} (czyli {\displaystyle {\sqrt {2}}} pomnożone przez promień okręgu {\displaystyle {\mathcal {C}}}) przecina {\displaystyle {\mathcal {C}}} w punktach {\displaystyle U} oraz {\displaystyle W.} Czworokąt {\displaystyle UVWZ} jest kwadratem, a łuki {\displaystyle UV,VW,WZ,ZU} okręgu {\displaystyle {\mathcal {C}}} są wszystkie równe czwartej części obwodu {\displaystyle {\mathcal {C}}.}

## Prawdziwy problem Napoleona
Wyznaczenie środka danego okręgu

### Konstrukcja
Niech {\displaystyle {\mathcal {C}}} będzie okręgiem, w którym szukany jest jego środek.
- Punkt {\displaystyle A} jest dowolnym punktem leżącym na {\displaystyle {\mathcal {C}}.}
- Punkty {\displaystyle B} i {\displaystyle B'} to punkty przecięcia okręgu {\displaystyle {\mathcal {C}}_{1}} o środku w {\displaystyle A} z okręgiem {\displaystyle {\mathcal {C}}.}
- Punkt {\displaystyle C} jest punktem przecięcia różnym od {\displaystyle A} dwóch okręgów {\displaystyle {\mathcal {C}}_{2}} o środkach w {\displaystyle B} oraz {\displaystyle B'} i promieniu {\displaystyle AB.}
- Punkty {\displaystyle D} i {\displaystyle D'} są punktami przecięcia okręgu {\displaystyle {\mathcal {C}}_{3}} o środku w {\displaystyle C} i promieniu {\displaystyle AC} z okręgiem {\displaystyle {\mathcal {C}}_{1}.}
- Punkt {\displaystyle X} (nieoznaczony) jest różnym od {\displaystyle A} punktem przecięcia okręgów {\displaystyle {\mathcal {C}}_{4}} o środkach {\displaystyle D} i {\displaystyle D'} i promieniu {\displaystyle AD.}

### Twierdzenie
Skonstruowany wyżej punkt {\displaystyle X} jest poszukiwanym środkiem okręgu {\displaystyle {\mathcal {C}}.}
UwagaNależy wykazać, że promień okręgu {\displaystyle {\mathcal {C}}_{1}} nie jest ani za mały, ani za duży. Dokładniej: promień ten musi być nie krótszy niż połowa i nie dłuższy niż podwojony promień {\displaystyle {\mathcal {C}}.}

### Dowód
Ideą dowodu jest skonstruowanie, samym cyrklem, długości {\displaystyle {\tfrac {b^{2}}{a}}} przy danych długościach {\displaystyle a} oraz {\displaystyle b.}
Na rysunku trójkąt {\displaystyle ABA'} jest prostokątny, gdyż {\displaystyle B=90^{\circ },} zaś odcinek {\displaystyle BH} jest prostopadły do {\displaystyle AA'',} a więc
{\displaystyle {\frac {AH}{AB}}={\frac {AB}{AA'}},}
skąd
{\displaystyle AH={\tfrac {b^{2}}{2a}},} czyli {\displaystyle AC={\tfrac {b^{2}}{a}}.}
Podobny zabieg wykonuje się w tej konstrukcji dwukrotnie:
- punkty {\displaystyle A,} {\displaystyle B} oraz {\displaystyle B'} leżą na okręgu o środku {\displaystyle O} i promieniu {\displaystyle r;} dodatkowo {\displaystyle AB=AB'=BC=B'C=R,} a więc {\displaystyle AC={\tfrac {R^{2}}{r}},}
- punkty {\displaystyle A,} {\displaystyle D} oraz {\displaystyle D'} leżą na okręgu o środku {\displaystyle C} i promieniu {\displaystyle {\tfrac {R^{2}}{r}};} przy czym {\displaystyle DA=D'A=DX=D'X=R,} stąd {\displaystyle AX={\tfrac {R^{2}}{R^{2}/r}}=r.}

Zatem {\displaystyle X} jest środkiem okręgu {\displaystyle {\mathcal {C}}.}